# Sting (公司)
Sting株式会社是一家日本電子遊戲開發工作室，開發對象以掌上型遊戲機為主。
該公司較著名的作品包括約束之地、公主聯盟等，先後發布於GBA和PSP等平台。
2009 年 3 月 10 日， Atlus和Sting宣布合作，Atlus将在日本发行Sting游戏。  Atlus还表示有兴趣让Sting开发Atlus游戏。

## 开发和发行的游戏
Sting 在许多平台上开发了许多游戏，包括原创作品和合同作品。他们还定期为新平台移植和重制游戏。

## 外部連結
- Sting官方網站（页面存档备份，存于）